# Sous-région de Loimaa
La sous-région de Loimaa (finnois : Loimaan seutukunta) est une sous-région de Finlande-Propre. 
Au niveau 1 (LAU 1 ) des unités administratives locales définies par l'union européenne elle porte le numéro 025.

## Municipalités
La sous-région de Loimaa regroupe les municipalités suivantes :
| Blason            | Municipalité          |
| ----------------- | --------------------- |
| Auran vaakuna     | Aura (municipalité)   |
| Kosken vaakuna    | Koski (municipalité)  |
| Loimaan vaakuna   | Loimaa (kaupunki)     |
| Marttilan vaakuna | Marttila (ville)      |
| Oripään vaakuna   | Oripää (municipalité) |
| Pöytyän vaakuna   | Pöytyä (municipalité) |

## Population
Depuis 1980, l'évolution démographique de la sous-région de Loimaa, au périmètre du 1er janvier 2017, est la suivante:
| Année      | 1980   | 1985   | 1990   | 1995   | 2000   | 2005   | 2010   | 2015   |
| ---------- | ------ | ------ | ------ | ------ | ------ | ------ | ------ | ------ |
| population | 36 083 | 36 245 | 36 381 | 36 087 | 35 282 | 35 297 | 35 165 | 34 819 |

## Politique
Les résultats de l'élection présidentielle finlandaise de 2018: